# Tvořihráz
Tvořihráz település Csehországban, a Znojmói járásban. Tvořihráz Suchohrdly, Plaveč, Kyjovice, Žerotice, Únanov és Výrovice településekkel határos. Lakosainak száma 420 fő (2024. január 1.).

## Népesség
A település lakosságának változását az alábbi diagram mutatja:
| Lakosok száma | 614  | 712  | 717  | 579  | 488  | 366  | 413  | 417  | 416  | 420  |
|               | 1869 | 1900 | 1921 | 1961 | 1980 | 2011 | 2016 | 2019 | 2021 | 2024 |